# داميون إيزلي
داميون إيزلي (بالإنجليزية: Damion Easley) هو لاعب كرة قاعدة أمريكي، ولد في 11 نوفمبر 1969 في نيويورك في الولايات المتحدة.

## وصلات خارجية
- داميون إيزلي على موقع دوري كرة القاعدة الرئيسي (الإنجليزية)
- داميون إيزلي على موقعبيزبول رفرنس.كوم (الدوري الرئيسي) (الإنجليزية)
- داميون إيزلي على موقعبيزبول رفرنس.كوم (الدوري الثانوي) (الإنجليزية)
- داميون إيزلي على موقع جمعية أبحاث البيسبول الأمريكية (الإنجليزية)
- داميون إيزلي على موقع إي إس بي إن.كوم (أم.أل.بي) (الإنجليزية)
- داميون إيزلي على موقع مشجعي الرسوم البيانية (الإنجليزية)
- داميون إيزلي على موقع IMDb (الإنجليزية)